# José Luis Zamanillo

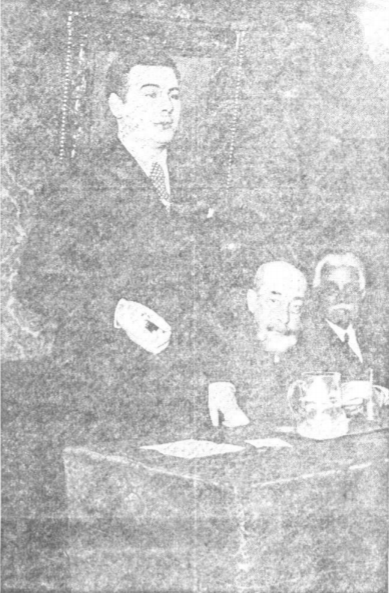
Conferencia de Zamanillo

José Luis Zamanillo González-Camino (Santander, 15 de octubre de 1903 – Madrid, 21 de diciembre de 1980) fue un político tradicionalista español.

## Biografía

### Familia y juventud
José Luis Zamanillo González-Camino nació en una familia santanderina de clase media; era hijo de José Zamanillo Monreal y María González-Camino Velasco. Al igual que su abuelo, su padre era propietario de una farmacia y militante de la rama integrista del Tradicionalismo español; como presidente del Centro Católico Montañés (vinculado a Acción Católica), José Zamanillo Monreal había dirigido en Santander La Propaganda Católica, que editaba el periódico antiliberal El Diario Montañés. También había sido cofundador de un sindicato católico local: el Círculo Obrero de San José.
Numerosos familiares de José Luis Zamanillo militaron en las filas de la Comunión Tradicionalista: su primo, Marcial Solana González-Camino, fue redactor y publicista tradicionalista; su hermano Nicolás fue el primer presidente de la Juventud Tradicionalista tras la unión de jaimistas e integristas; y su hermana María participaría en el movimiento como propagandista de las Margaritas. José Luis se licenció en Derecho por la Universidad de Deusto, de la Compañía de Jesús, doctorándose en ciencias jurídicas. No obstante, ejerció poco de abogado debido a su intensa actividad política. Se casó con Luisa Urquiza y Castillo, con quien tuvo 12 hijos.

### II República
Siendo joven, José Luis Zamanillo ya era redactor de periódicos locales y militaba en la Juventud Integrista. Durante los primeros días de la República, ejercía una intensa actividad política. Tras la reintegración del integrismo en el carlismo bajo la bandera del nuevo reclamante, Don Alfonso Carlos, la formación se reorganizó en Cantabria en el Centro Tradicionalista Montañés, del que Zamanillo fue vicepresidente. El joven tradicionalista fue uno de los dirigentes más activos del movimiento y colaboró en los nuevos periódicos carlistas Gil Blas y Tradición. En las elecciones generales de 1933 se presentó como candidato tradicionalista a Cortes en la lista de la Unión de Derechas y Agrarios y resultó cómodamente elegido.
A mediados de la década de 1930, Zamanillo recorrió la región fundando nuevo círculos. La fuerza del tradicionalismo montañés quedó demostrada en julio de 1934, cuando cerca de 6.000 militantes —incluyendo 650 requetés— se congregaron en Liébana. La capacidad organizativa de Zamanillo impresionó al nuevo dirigente de la Comunión Tradicionalista, Manuel Fal Conde. Con motivo de la reestructuración de la Comunión a finales de 1934, Zamanillo fue nombrado Delegado Nacional de Requetés. En su nuevo cargo, pasó la mayor parte del año 1935 organizando la milicia tradicionalista, apenas modernizada desde su formación dos décadas antes por Joaquín Lloréns.
Zamanillo carecía de formación militar, por lo que le fue encomendada únicamente la organización general del Requeté, encargándose de su financiación, de la logística, del reclutamiento de voluntarios y del control general; quedando la dirección militar bajo el mando del General Varela. Su primera tarea fue la formación del Frente Nacional de Boinas Rojas, cuyo objetivo técnico consistía en desvincular las células del Requeté de los círculos carlistas locales y crear una estructura separada a nivel nacional. En el aspecto militar, se trataba de dotar a la milicia de una mayor homogeneidad y efectivos, con una planificación por encima del nivel táctico y una dirección reforzada; mientras que el objetivo político consistía en reducir la dependencia del carlismo navarro y potenciar la posición de liderazgo nacional. La tarea se llevó a cabo con éxito a lo largo de 1935. Aunque Zamanillo se implicó también en labores logísticas —llegando en una ocasión a cruzar la frontera de Francia con una carga de 400 pistolas— en aquellas fechas su actividad se centraba en reclutar voluntarios. Gracias en buena parte a su labor, los efectivos globales del Requeté pasaron de 10.000 a finales de 1934 a 25.000 a mediados de 1936. 
Liderado por Zamanillo, el tradicionalismo cántabro fue adquiriendo cada vez más un tono corporativo y autoritario, además de una retórica de orientación social. Este posicionamiento les acercó a Falange Española de las JONS —llegando a desarrollar cierta amistad Zamanillo y el dirigente local falangista Manuel Hedilla, que acordarían un trato mutuo favorable para ambos partidos— al tiempo que les distanciaba de otras formaciones derechistas. Tras ser excluido de la coalición de derechas en las elecciones de gebrero de 1936 debido a la falta de entendimiento con las otras formaciones del Frente Nacional Contrarrevolucionario (que habían prometido previamente un candidato tradicionalista en la lista de la coalición en Santander), los tradicionalistas montañeses presentaron su candidatura separada. Los 12.000 votos obtenidos resultaron insuficientes para que Zamanillo revalidase su acta de diputado, aunque —según declararía él mismo— «demostraban de manera palpable la fuerza del tradicionalismo en Santander».

### Conspiración y Guerra Civil
A finales de 1935 Zamanillo entabló negociaciones con sus aliados potenciales para un levantamiento contra la República: la Falange y la Unión Militar Española. Los primeros meses de 1936 proyectó un plan de alzamiento exclusivamente tradicionalista que abandonaría en primavera. Tras instalar su centro de operaciones en la localidad navarra de Elizondo, en los Pirineos, restableció las negociaciones con varios generales del Ejército. Como enviado personal de Fal Conde, se reunió dos veces en Pamplona con el general Mola, a quien exigiría la aceptación de los objetivos políticos tradicionalistas como condición previa. Su posición intransigente motivó que Mola prefiriese negociar el alzamiento con los dirigentes carlistas navarros, que desautorizaron a Fal Conde y Zamanillo y convencieron al representante de Don Alfonso Carlos, Don Javier, de que autorizase un compromiso incondicional con el Ejército por parte de la Comunión Tradicionalista en la insurrección que debía derrocar a la República.

El Aspa de Borgoña, emblema adoptado para el Requeté en 1935.

Al estallar la guerra civil, Zamanillo se encontraba con Fal Conde en el sur de Francia. Tras pasar a la zona sublevada, en agosto de 1936 ingresó en la Junta Nacional Carlista de Guerra, la nueva estructura bélica del carlismo, al mando de Fal Conde, creada en parte para controlar a los dirigentes navarros. Zamanillo pasó a dirigir la Sección Militar de la misma, aunque sus tareas directas consistieron únicamente en el reclutamiento de voluntarios y la propaganda. Los asuntos estrictamente militares –teóricamente bajo su mando– fueron gestionados por Ricardo Rada.
Durante el verano, Zamanillo siguió el ejemplo de Fal Conde, presentando el golpe como una alianza de iguales entre militares y carlistas. En otoño de 1936, reconoció el predominio del Ejército, admitiendo la posibilidad de un breve periodo pretoriano como antesala a la restauración de la Monarquía Tradicional. Resulta llamativo que prestase mayor atención a la regencia asumida por Don Javier que al propio ascenso al poder del general Franco. En diciembre de 1936 Zamanillo fue llamado a Salamanca y presenció la expulsión de España de Fal Conde, cuyos principales apoyos serían más adelante el propio Zamanillo y José María Valiente.

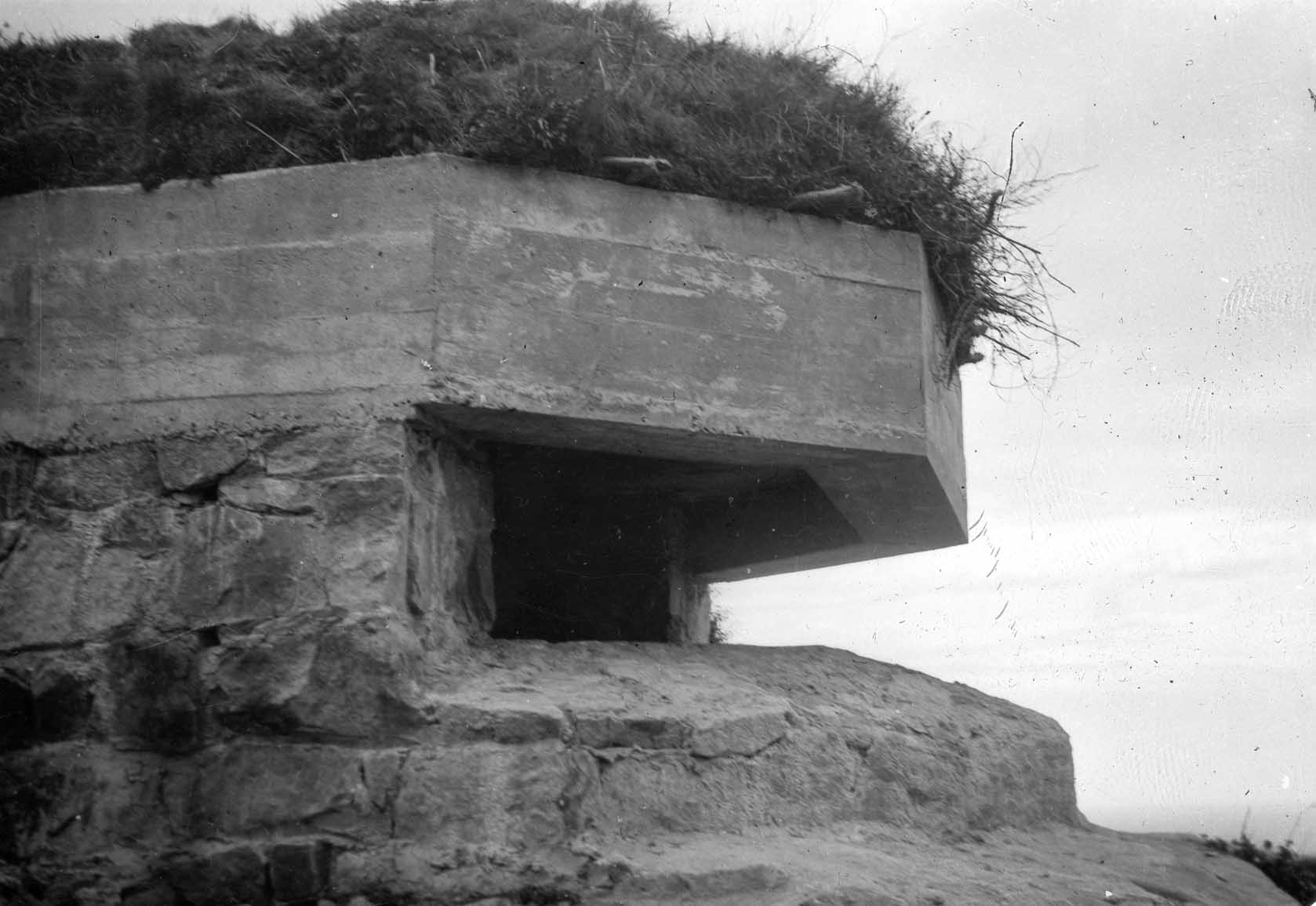
Búnker en el Cinturón de Hierro de Bilbao

Al plantearse la unificación de las fuerzas sublevadas en un partido único, Zamanillo se destacó como uno de los principales oponentes a la misma. Inicialmente, en la reunión de Portugal, los tradicionalistas rodeznistas (favorables a la unificación) estaban en minoría. No obstante, una vez en España lograron imponerse tras una serie de tensas reuniones. Al proclamarse el Decreto de Unificación, Zamanillo ingresó en una unidad de combate del Requeté y —según algunas fuentes— se planteó ofrecer resistencia armada a la unificación. Finalmente, como integrante del Tercio de Navarra, combatió en el frente vasco y participó en el asedio de Bilbao.
Al ser tomada la provincia de Santander por las tropas sublevadas, algunos carlistas cántabros empezaron a formar grupos de resistencia a la unificación. Los opositores, que recibieron el apodo de Tercio José Luis Zamanillo, acabaron siendo perseguidos. No está claro el nivel de implicación de Zamanillo, pero se sabe que recorrió la zona sublevada tratando de preservar todo lo posible la identidad separada del Requeté. También ayudó a combatientes tradicionalistas comprometidos por sus enfrentamientos con falangistas.

### Etapa opositora
Después de la victoria del Ejército nacional en 1939, Zamanillo permaneció leal al regente Don Javier y a su Jefe Delegado, Fal Conde, rehusando participar en cualquier estructura oficial del llamado "Movimiento Nacional". En 1942 entró en la Junta Auxiliar, un cuerpo asesor de Don Javier, y firmó un documento que arremetía contra «un grupo pequeño colaboracionista y traidor». La administración franquista toleraba sus actividades con una dificultad creciente, por lo que la declaración pudo ser la gota que colmaba el vaso. Zamanillo fue detenido en la  Dirección General de Seguridad (DGS) de Madrid y posteriormente confinado en Albacete.
Zamanillo continuó su lucha por mantener separada la identidad política del carlismo. Fue uno de los firmantes del manifiesto carlista Reclamación de poder, que reclamaba la restauración de la Monarquía Tradicional y fue entregado por el General Vigón a Franco. El generalísimo ignoraría el documento. Zamanillo también fue uno de los organizadores y oradores de la concentración antifranquista de 1945 en Pamplona, lo que motivó nuevamente su arresto y encarcelamiento; el caso no se cerraría hasta 1950. Permaneció activo en varias estructuras ejecutivas semiclandestinas de la Comunión y fue uno de los oradores más señalados en las concentraciones carlistas, como el aplec de Montserrat de 1947 o la Fiesta de los Mártires de la Tradición en Madrid en 1948. También se mantuvo leal a Don Javier en 1952, cuándo este decidió poner fin a la regencia y proclamó su derecho al trono.

### Etapa colaboracionista

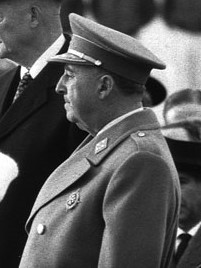
Francisco Franco.

Tras la renuncia de Fal Conde en 1955, Don Javier creó la Secretaría Nacional, una nueva junta de gobierno de la Comunión, bajo la presidencia de José María Valiente, de la que formarían parte Zamanillo, Ignacio Hernando de Larramendi y Juan Sáenz Díez. Se iniciaba así la nueva vía posibilista del carlismo. Zamanillo, anteriormente la mano derecha de Fal Conde, se vio en una situación incómoda. La nueva estrategia fue recibida entre los carlistas con sentimientos encontrados, por lo que para tranquilizar a los más intransigentes se encomendó a Zamanillo la labor de reconocer que el nuevo liderazgo de la Comunión seguía conservando su identidad carlista. En las declaraciones públicas que realizó en esta etapa, como el discurso pronunciado en el aplec de Montserrat de 1958, Zamanillo seguía la nueva estrategia de entendimiento con las otras familias del "Movimiento Nacional", declarando que los carlistas no podían abandonar el espíritu del 18 de julio.
Su aliado clave contra la oposición interna resultó ser el hijo de Don Javier, Carlos Hugo, que fue presentado a las masas carlistas en 1957. El príncipe se trasladó de Francia a Madrid y trabajó estrechamente con Zamanillo y Valiente; en 1961 instaló su Secretaría Política. El nuevo equipo compuesto de dirigentes nuevos y veteranos planeó la estrategia colaboracionista, que incluía aceptar puestos en el Movimiento Nacional y nombramientos de procurador en las Cortes franquistas. En 1961 Zamanillo volvería a ocupar un escaño en las Cortes. Al año siguiente, Franco permitía la formación de la Hermandad Nacional de Antiguos Combatientes de Tercios de Requetés, que sería presidida por Zamanillo. En 1962 Zamanillo y Valiente también fueron recibidos en audiencia oficial por el general Franco, que declaró que todas las opciones monárquicas seguían abiertas y les animó diciéndoles: «sigan ustedes trabajando».
Con el paso del tiempo, Zamanillo comenzó a recelar del joven príncipe y empezó a sospechar que los carlohuguistas ocultaban unos objetivos propios. A medida que aumentaba la tensión, se fue haciendo evidente que Carlos Hugo coqueteaba con ideas izquierdistas. En 1962 Zamanillo remitió a Don Javier una carta en la que acusaba a su hijo de ser un revolucionario subversivo. No obstante, el anciano pretendiente no retiró el favor a su primogénito. Zamanillo dimitió entonces primero de todos sus cargos en la Comunión (1962) y en el Requeté (1963). Desde entonces pasaría a dirigir la facción que acentuaba un enfoque más monárquico que realista y sugería un nuevo Compromiso de Caspe, por lo que perdió apoyos entre quienes habían jurado lealtad a Don Javier. A principios de 1964, los carlohuguistas dirigidos por Ramón Massó consiguieron expulsarlo de la Comunión, alegando como razón oficial su exceso de compromiso con el régimen franquista.

### Dentro del régimen franquista
Tras un primer mandato en las Cortes de 1961-1964 como consejero nacional, Zamanillo fue nuevamente designado en las tres legislaturas sucesivas de 1964, 1967 y 1971. Su expulsión de la Comunión y su sospecha de un complot marxista encubierto dentro del carlismo, motivó que su actividad en la Cortes le acercase a los sectores falangistas de José Antonio Girón y Raimundo Fernández-Cuesta, que acabarían asumiendo las posiciones extremistas de Blas Piñar. En 1964 José Luis Zamanillo fue designado miembro de la Junta Política de FET y de las JONS. Al producirse los cambios en el sistema franquista promovidos por el sector reformista en la segunda mitad los 60, como la Ley de Prensa, la Ley Orgánica del Estado o las enmiendas al Fuero del Trabajo, Zamanillo se posicionó en el sector más inmovilista de los procuradores. El proyecto que le causó un mayor rechazo fue la nueva Ley de Libertad Religiosa de 1967, adoptada después del Concilio Vaticano II. Al debatirse la ley en mayo, diversos procuradores presentaron enmiendas de carácter restrictivo. Ante las acusaciones de rechazar el Concilio, Zamanillo declaró: «Somos todos conciliaristas. Lo que no podemos consentir es que se haga una ley de libertad religiosa para acatólicos y que la parte estrecha de la ley sea para los católicos».
En 1969 formó parte de una comisión de antiguos diputados tradicionalistas presidida por Ricardo Oreja Elósegui, que manifestó su adhesión a Franco en El Pardo tras la expulsión de la familia Borbón-Parma y poco antes del nombramiento de Juan Carlos de Borbón como futuro rey de España.
En 1972 Zamanillo fue nombrado miembro del Consejo de Estado, un cuerpo consultivo carente de todo poder del que formaban parte políticos retirados. A finales de 1973 participó en uno de los últimos intentos de los inmovilistas por recuperar el control, la Comisión Mixta Gobierno-Consejo Nacional, disuelta poco después por Carrero Blanco.

### Transición
A mediados de los 70, Zamanillo formaba parte del llamado búnker del franquismo, que trataba por todos los medios de preservar lo máximo posible las estructuras del Movimiento. Tras la muerte de Franco, Zamanillo se opuso al proyecto de transición de Adolfo Suárez y trató de anular el carácter rupturista de la Ley para la Reforma Política. Fracasado en su intento, en 1976 fue uno de los procuradores que votó en contra de la ley, rehusando dar su aprobación a lo que se bautizó como el suicidio de las Cortes franquistas; defendiendo posteriormente el no en el referéndum de 1976. Para mostrar el apoyo popular al régimen se creó la Fundación Nacional Francisco Franco, de la que Zamanillo sería cofundador en 1977.
En 1975 Zamanillo había ingresado junto con Valiente en Unión Nacional Española, que trataba de constituirse como un partido monárquico conservador de amplia base. En las elecciones constituyentes de 1977 la UNE formó parte de la federación derechista Alianza Popular. Zamanillo se presentó por su Santander natal, pero no logró obtener acta de senador. Poco después, Unión Nacional Española se dividió a causa del proyecto de constitución democrática; Zamanillo representaba a la facción más intransigente[cita requerida] frente a la posibilista de Gonzalo Fernández de la Mora. En 1978 abandonó la UNE.
Considerándose aun parte del movimiento carlista, aunque estuviese apartado del mismo, Zamanillo se posicionó del lado del hijo más joven de Don Javier, Sixto Enrique, que en 1975 desafió a su hermano al reafirmar el ideario tradicionalista. No está claro su nivel de participación en la trama que enfrentó a sixtinos y carlohuguistas en los sucesos de Montejurra de 1976 que se saldó con dos muertos. Fue acusado formalmente de complicidad, pero se desestimó el caso. Aunque Zamanillo no participó[cita requerida] en la reorganización de la Comunión Tradicionalista, en 1977 fue uno de los firmantes que la incluyeron en el registro oficial como partido político. Tras la muerte de Don Javier en 1977, Zamanillo apoyó la regencia de Sixto Enrique como la solución dinástica para el carlismo.[cita requerida]